# Джелам (річка)
Дже́лам (санскр. वितस्ता, кашм. Vyeth, гінді झेलम, пенджаб. ਜੇਹਲਮ, урду دریاۓ جہلم) — річка в Індії та Пакистані, притока річки Чинаб (басейн Інду). Довжина 810 км, площа басейну 55,3 тисячі км². Витоки на схилах хребта Пір-Панджал (Центральні Гімалаї).
Перетинає Кашмірську долину (у верхів'ї) та Північно-Західні Гімалаї, тече по рівнинам Пенджабу. Має спокійну течію. Судноплавна.
Середня витрата води 895 м³/сек, під час літніх мусонів — понад 20 тисяч м³/сек. Живить велику мережу зрошувальних каналів.
На річці розташовані міста Срінагар, Джелам, Бхері, Хушаб.